# Ibis běloramenný
Ibis běloramenný (Pseudibis davisoni) je velký pták z čeledi ibisovití, který se kapsovitě vyskytuje ve zbytkových populacích v jihovýchodní Asii. Z důvodu ztráty přirozeného habitatu se jedná o kriticky ohrožený druh.

## Systematika
Ibise běloramenného formálně popsal v roce 1875 britský přírodovědec Allan Octavian Hume jako Geronticus Davisoni. Druhové jméno davisoni je připomínkou anglického ornitologa Williama Ruxtona Davisona.
V minulosti byl taxon Pseudibis davisoni klasifikován jako poddruh Pseudibis papillosa (ibise bradavičnatého), a tedy znám jako Pseudibis papillosa davisoni, nicméně mezi oběma druhy panují poměrně zásadní morfologické rozdíly (např. iris bradavičnatý má na zátylku červené bradavice), takže jsou oba taxony dnes považovány za samostatné druhy. Ibis běloramenný je monotypický taxon, tzn. nejsou rozeznávány žádné poddruhy. Řadí se do rodu Pseudibis.

## Výskyt a početnost

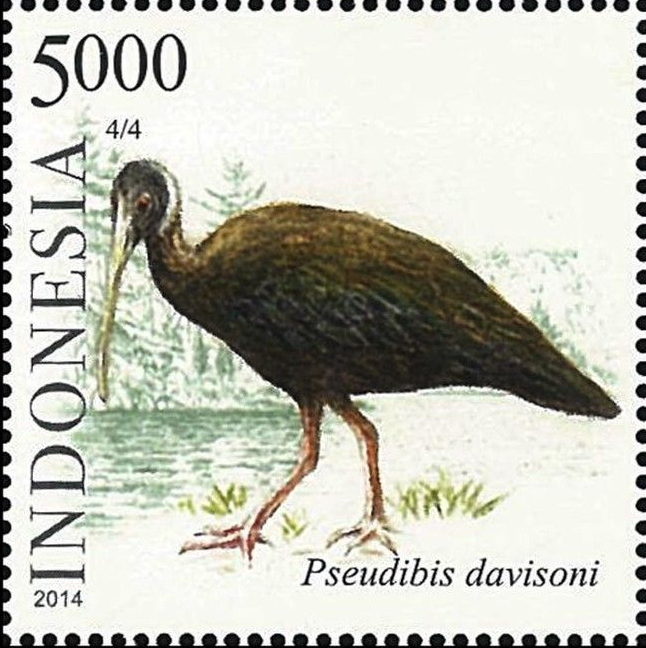
Ibis běloramenný na indonéské známce

Většina populace druhu se nachází v severní a východní Kambodži, zbytkové populace jsou přítomny i na jižním cípu Laosu a v Indonésii. Z řady zemí jako je Vietnam nebo Malajsie již zcela vymizel. Mezinárodní svaz ochrany přírody (IUCN) v roce 2018 odhadoval celkovou populaci druhu na nejméně 1000 jedinců, což odpovídá asi 670 dospělcům. Stanoviště druhu představují močály a travnaté oblasti v blízkosti vodních ploch.

## Popis
Statný ibis dosahující délky těla kolem 68 cm. Má tlustý dlouhý rohovinový zobák, který je mírně zahnutý dolů. Většina opeření je tmavě hnědá se zelenofialovým odleskem, avšak na ramenech je peří bílé. Zadní část hlavy je modrá, a tato barva se táhne až k šíji, kde se proměňuje v bílou, která tvoří výrazný krční límec.

## Biologie
Potravu sbírá na močálech nebo jiných podmáčených stanovištích. V období sucha jsou pro ibise běloramenného zvláště důležité sezónně zaplavovaná území zvané trapaengs, kde mohou ibisi nalézt potravu. Vedle obojživelníků sbírá i hmyz včetně larev nebo občas i menší obratlovce jako jsou úhoři, hadi nebo pijavice. V období dešťů se živí mj. žížalami a larvami brouků.

## Ohrožení
Mezinárodní svaz ochrany přírody považuje ibise běloramenného za kriticky ohrožený druh. Populace druhu rapidně klesá a po celém areálu je rozšíření je značně roztříštěna. Na vině je hlavně destrukce habitatu, tzn. vysoušení močálů za účelem získání zemědělské půdy i naopak zaplavování vhodných stanovišť s cílem výstavby přehradních hrází. Zánik přirozených stanovišť ještě navíc podpořil lov dospělých jedinců i sběr vajec pro lidskou konzumaci. I přesto, že k lovu ibsiů dochází v menších měřítkách než v minulosti, ibisové jsou ohroženi nevhodnými rybářskými technikami místních obyvatel, ke kterému patří otrava části vodního toku nebo jeho zásah elektrickým proudem. Výskyt ibise běloramenného je spojován i kopytníky, kteří po sobě zanechávají  spasené oblasti s krátkou trávou, které ibisům běloramenným vyhovují pro sběr potravy, takže úbytek těchto kopytníků má negativní vliv na ibise běloramenné.